# Carla Simón
Pour les articles homonymes, voir Simon.
Carla Simón Pipó, née le 29 décembre 1986 à Barcelone (Catalogne), est une réalisatrice et scénariste espagnole. 
La mort de ses parents lorsqu'elle est enfant, décédés du sida, lui inspire plusieurs œuvres et notamment son premier long métrage, Été 93, sorti en 2017, qui lui vaut de nombreuses récompenses, et le film Romería sélectionné en compétition officielle de la 78e édition du Festival de Cannes en 2025.
Elle a réalisé plusieurs longs métrages, dont le film Nos soleils, tourné à Alcarràs, Ours d'or en 2022, ainsi que des courts métrages et une série télévisée.

## Biographie

### Enfance et formation
Carla Simón naît à Barcelone le 29 décembre 1986,,. À l'âge de six ans, elle perd sa mère, atteinte du Sida, trois ans après la mort de son père, décédé de la même maladie. 
Elle part vivre avec son oncle, sa tante et sa cousine, l'actrice Berta Pipó. Elle grandit à Les Planes d'Hostoles, un village de la comarque de la Garrotxa. Le drame vécu lui inspire son premier long métrage, entièrement tourné en catalan, Estiu 1993 (Été 93), sorti en 2017 et récompensé à plusieurs reprises.
Elle est diplômée en communication audiovisuelle de l'université autonome de Barcelone en 2009. Puis elle se spécialise dans l'écriture de scénarios et la réalisation lors d’un stage à l'Université de Californie et un master à la London Film School financé par une bourse de la Fondation La Caixa. Aux États-Unis, elle réalise deux courts métrages expérimentaux, Women et Lovers, avec le cinéaste Marco Businaro. À Londres, elle réalise le documentaire Born Positive et le court métrage de fiction Lipstick.

### Carrière

#### Longs métrages
Carla Simón réalise trois longs métrages : Été 93 ((ca) Estiu 1993) sorti en 2017 et Nos soleils ((ca) Alcarràs) en 2022, puis Romería en 2025.
Été 93 est le premier long métrage de Carla Simón, tourné en catalan, dans lequel elle évoque sa propre histoire. Mêlant réalité et fiction, le film raconte l'été au cours duquel la petite orpheline Frida s'installe à la campagne pour vivre avec son oncle, sa tante et sa jeune cousine, ses parents étant décédés du sida. La réalisatrice évoque le difficile processus d'adaptation pour Frida, mais aussi pour sa nouvelle famille adoptive. Elle met également en avant la capacité des enfants à s'adapter et à comprendre la vérité, même lorsque celle-ci est difficile à entendre. Le film reçoit de très bonnes critiques et de nombreuses récompenses.
Le deuxième long métrage de Carla Simón, Nos soleils, sort en 2022. Il obtient l'Ours d'or à la Berlinale la même année. Le scénario, écrit par Carla Simón elle-même et Arnau Vilaró, raconte l'histoire de la famille Solé qui cultive des pêchers depuis plusieurs générations à Alcarràs, petite ville rurale de Catalogne, mais qui doit renoncer à son travail car des panneaux solaires vont être installés sur son terrain,.
La sortie de Romería, le troisième long métrage de Carla Simón, inspiré de sa propre histoire, est prévue en 2025. Pour ce film, elle donne sa chance à la jeune actrice catalane Llúcia Garcia, pour une première apparition dans le rôle principal, celui de l'héroïne Marina, et au musicien de rock espagnol Mitch, dans le premier rôle masculin, aux côtés d'acteurs et d'actrices plus confirmés, comme Tristán Ulloa, Janet Novás, Alberto Gracia et José Ángel Egido. Le film est sélectionné en compétition officielle de la 78e édition du Festival de Cannes.

#### Courts métrages
Carla Simón est la réalisatrice du court métrage Et après, diffusé en France et en Allemagne sur Arte.

#### Autres réalisations
En 2020, Carla Simón réalise le cinquième volet de la série télévisée Escenario 0, composée d'épisodes indépendants. Cet épisode, durant lequel on suit une conversation entre amis qui, au fur et à mesure, laisse dévoiler la personnalité de chacun, est inspiré de l'œuvre d'Anton Tchekhov et se nomme Vania.
Carla Simón réalise également de nombreux courts métrages, durant ses études (Women, Lovers, Born Positive et Lipstick) mais également durant le reste de sa carrière,. Dans Las pequeñas cosas, un court métrage sur deux frères et sœurs qui apprennent la mort de leur grand-mère, paru en 2015, Carla Simón découvre le thème des enfants face à la mort qu'elle décidera d'explorer davantage avec son premier long métrage. Llacunes, sorti en 2016, est une réalisation très personnelle puisqu'il se base sur des lettres écrites par la mère de Carla Simón. Ce film indépendant de quatorze minutes sera crucial dans le processus de création du film Été 93. Dans Después también, paru en 2019, Carla Simón raconte l'histoire d'un jeune homme qui apprend qu'il est atteint du VIH. En 2020, elle réalise avec la cinéaste chilienne Dominga Sotomayor un court métrage documentaire. Les deux femmes développent une correspondance visuelle à travers des vidéos échangées racontant leurs origines. Dans Carta a mi madre para mi hijo paru en 2022, un court métrage sur la maternité, Carla Simón, alors enceinte, rend hommage à sa mère en tentant de parler d'elle à son bébé.

### Vie privée
Carla Simón a un fils, Manel, né en juin 2022. Lorsqu'elle présente son court métrage Carta a mi madre para mi hijo, elle allaite son bébé, alors âgé d'à peine deux mois, devant la presse à la Mostra de Venise, afin de montrer qu'il est possible de concilier sa vie de mère avec son métier.
En 2025, elle fait de même : elle monte les marches du festival de Cannes avec l'équipe de son film Romería alors qu'elle est enceinte.

## Filmographie

### Films court métrage
- 2009 : Women (court métrage documentaire)
- 2010 : Lovers (court métrage)
- 2012 : Born Positive (court métrage documentaire)
- 2013 : Lipstick (court métrage)
- 2015 : Las pequeñas cosas (court métrage)
- 2016 : Llacunes (court métrage)
- 2019 : Et après (Después también) (court métrage), diffusé sur Arte
- 2020 : Correspondencia (court métrage documentaire) avec Dominga Sotomayor
- 2022 : Carta a mi madre para mi hijo (court métrage)

### Série télévisée
- 2020 : Escenario 0 (série télévisée, 1 épisode : Vania)

### Films long métrage
- 2017 : Été 93 (Estiu 1993)
- 2022 : Nos soleils (Alcarràs)
- 2025 : Romería

## Récompenses cinématographiques
- Pour Été 93 : 
  - 2017 : Prix du meilleur premier film de la Berlinale et prix du jury de la section Generation Kplus[28].
  - 2017 : Biznaga d'or du meilleur film au Festival du cinéma espagnol de Malaga.
  - 2017 : Grand prix du Festival international du film de femmes de Salé
  - Prix Feroz 2018 : meilleur film dramatique, meilleure réalisation, meilleur scénario, meilleur acteur dans un second rôle pour David Verdaguer
  - Goyas 2018 : Prix Goya du meilleur nouveau réalisateur
- Pour Nos soleils :
  - 2022 : Ours d'or à la Berlinale[28],[13].

## Distinctions institutionnelles
- 2025 : Récipiendaire de la Croix de Saint-Georges[29].